# Aeschynomene sabulicola
Aeschynomene sabulicola är en ärtväxtart som beskrevs av L.P.Queiroz och D.B.O.S.Cardoso. Aeschynomene sabulicola ingår i släktet Aeschynomene och familjen ärtväxter. Inga underarter finns listade i Catalogue of Life.